# Antonius van Paduakerk (Nijnsel)
De Antonius van Paduakerk is de Rooms-katholieke parochiekerk van Nijnsel, gelegen aan Oude Lieshoutseweg 1.
Het betreft een rustieke bakstenen kerk die werd ingewijd in 1911 en ontworpen is door de Eindhovense architect L.P.J. Kooken. De keuze voor Antonius van Padua als patroonheilige van de kerk is voortgekomen uit het feit dat de bouwpastoor, Johannes Panken, op de naamdag van deze heilige geboren werd. Dezelfde pastoor organiseerde een jaarlijkse bedevaart, die wel de 'Meierijsche Bedevaart' werd genoemd en waar duizenden mensen aan deelnamen. Deze bedevaart begon na 1960 weg te kwijnen en is nu verdwenen. Wel wordt elk jaar druk bezochte een openluchtmis gehouden ter ere van Antonius van Padua, waarbij gebruik wordt gemaakt van een fraaie stenen nis met baldakijn die zich achter de kerk en de begraafplaats in een klein processiepark bevindt. Dit wordt wel de groene kathedraal genoemd. Naast de kerk staat een Heilig Hartbeeld.

## Gebouw
Het is een sobere, bakstenen gebouw onder zadeldak, met een wat smaller koor. Links van de toegangsdeur bevindt zich de vierkante toren, welke gedekt is met een overhoekse spits. De versieringen in gele baksteen, welke de geledingen van de toren markeren, lopen door over de voorgevel, waar zich in de top nog een stralend kruis bevindt, eveneens ingelegd met gele baksteen. Boven de toegangsdeur is een reliëf aangebracht waarop een episode uit het leven van Antonius van Padua is uitgebeeld.
In 1970 werd het interieur van de kerk gemoderniseerd, waarbij de kruiswegstaties werden verwijderd.

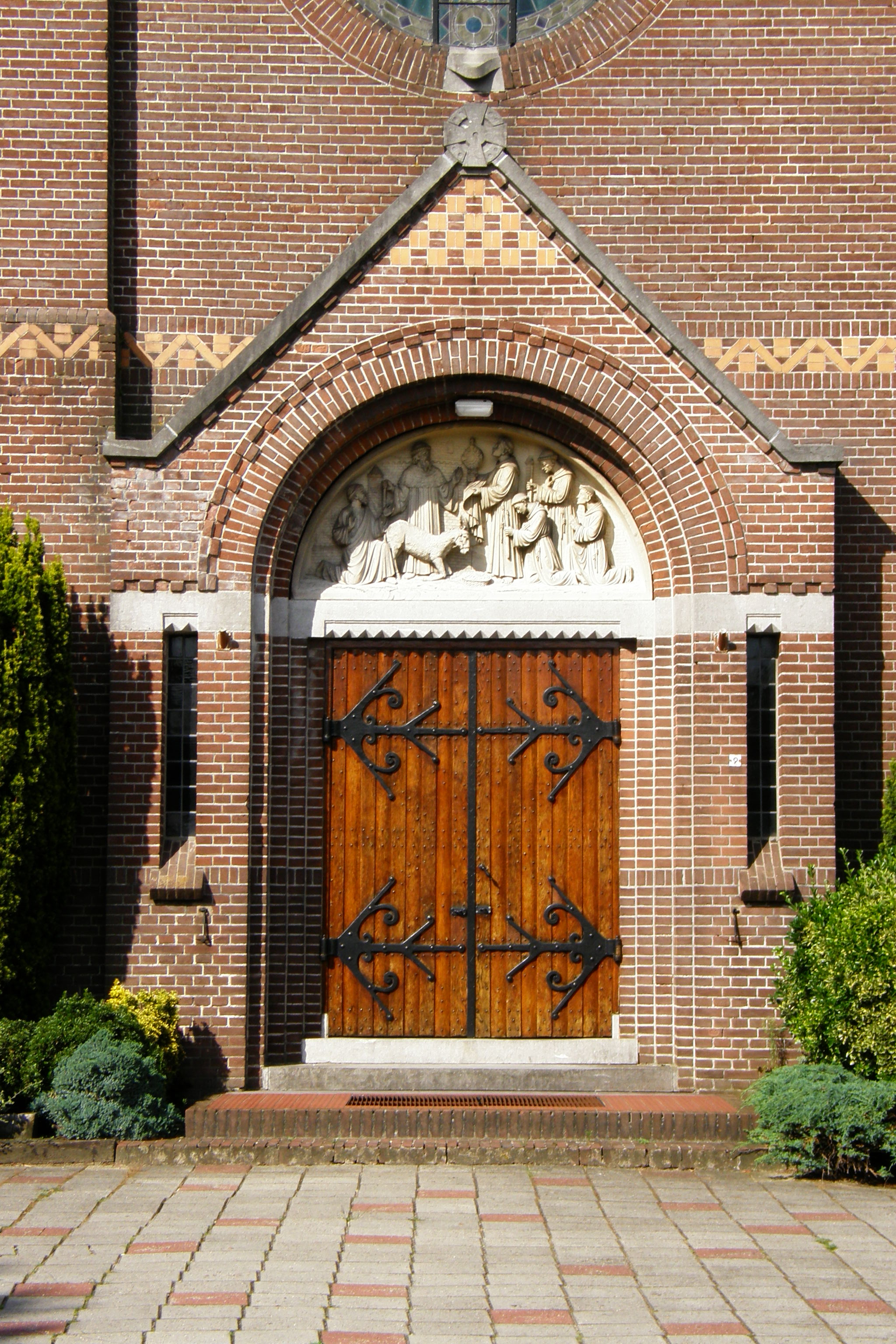
Ingangsportaal
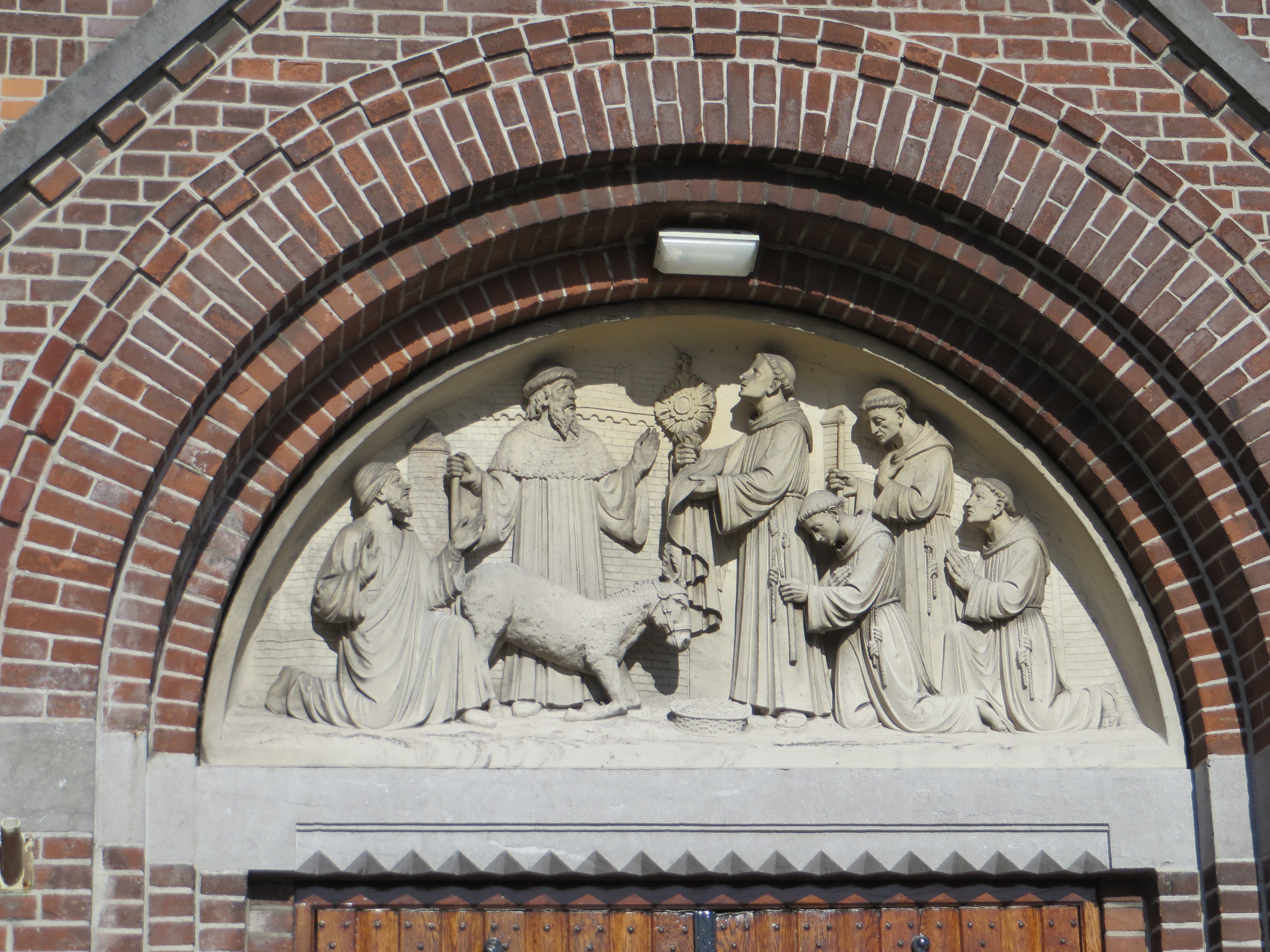
Tympaan
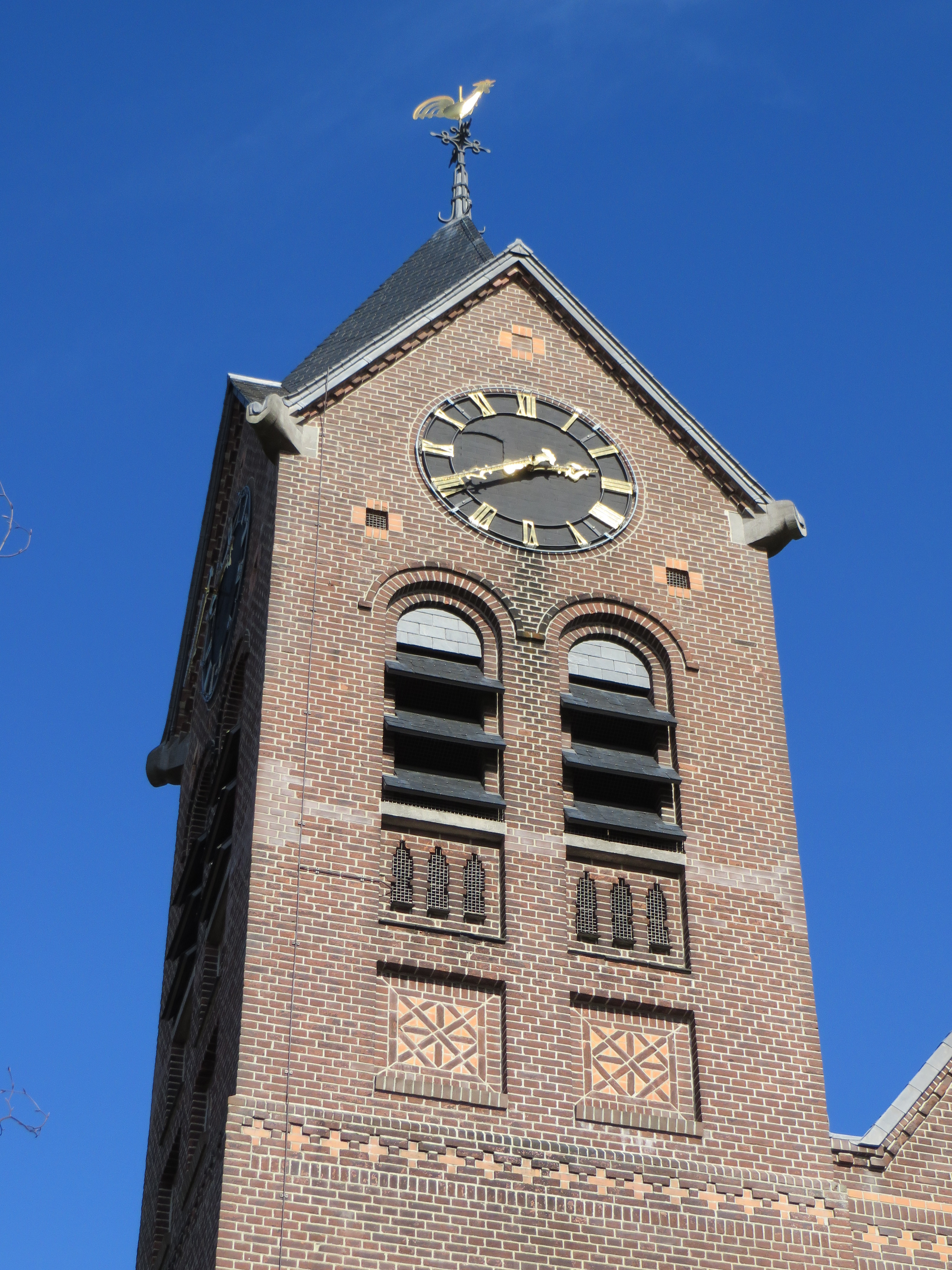
Toren

.